# 야지디

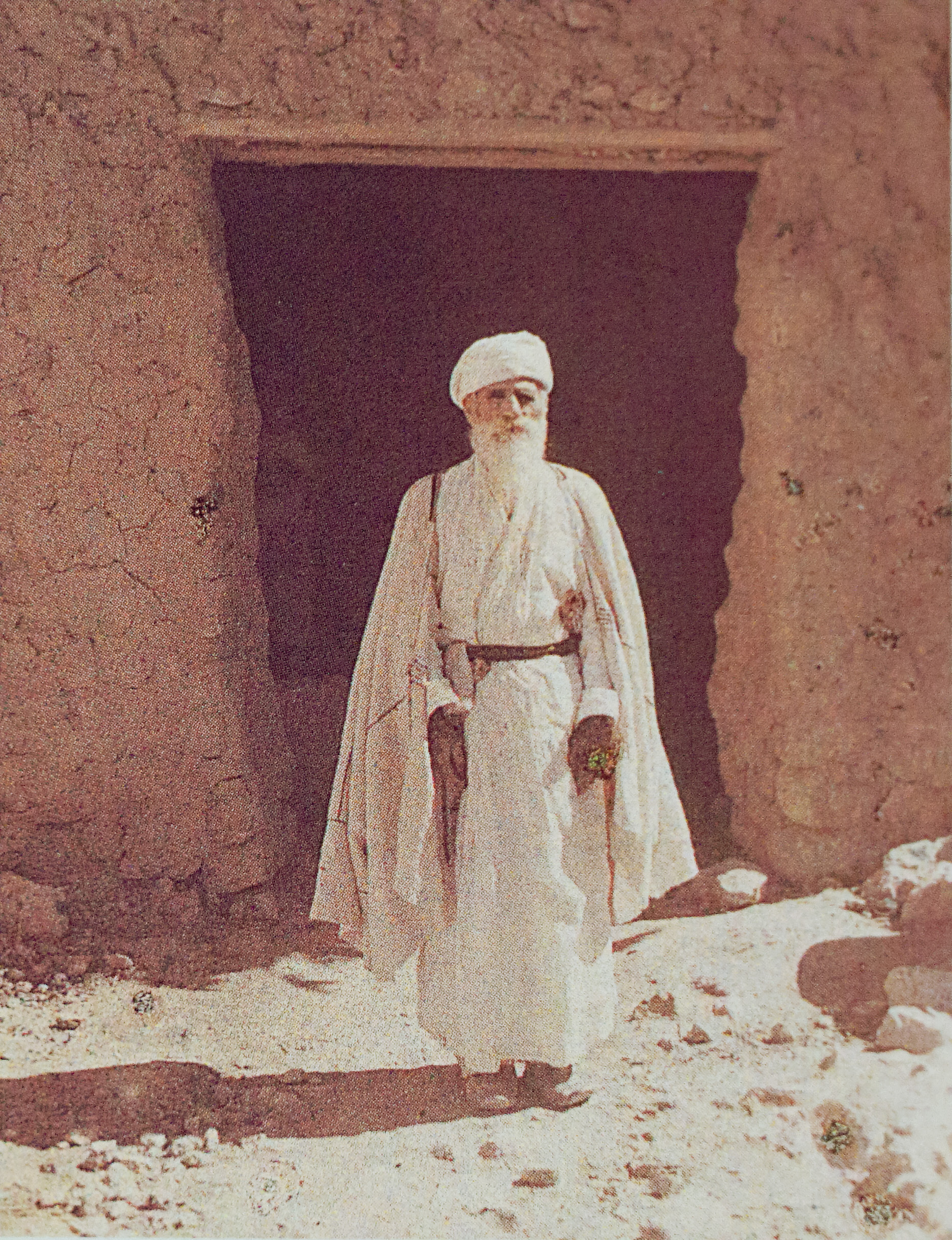
이라크 바시카의 야지디 족장 - 알버트 칸의 사진 (1910년대)

야지디(영어: Yazidis/Yezidis, 아랍어: إيزيدية, 아람어: ܐܝܙܝܕܝܐ, 튀르키예어: Yezidiler) 또는 예지디는 쿠르드어를 사용하면서 야지디교를 믿는 민족종교집단이다. 야지디교는 조로아스터교와 옛 메소포타미아 종교들의 영향을 받았으나, 야지디인들은 독자적인 종교 커뮤니티와 그들의 문화를 가지고 있다. 그들은 먼저 이라크의 니네베 평원에 살고 있으며, 그 외에 아르메니아, 조지아, 튀르키예, 이란, 시리아에 거주하며 1990년대 이후로는 유럽 특히 독일로 이주하고 있다.
야지디교는 일신교이다. 신이 이 세계의 창조자라고 믿으며, 일곱의 신성한 존재(천사)가 있다고 본다. 그 천사의 필두는 공작새로 묘사되는 멜렉 타우스이다.
2014년 8월부터 2017년까지 이라크 레반트 이슬람 국가(ISIL)는 야지디가 살고 있는 신자르 산맥를 공격하려고 하였고, 야지디를 박해하려고 시도하였다. 하지만 야지디족 군대는 미국 군대와 함께 ISIL을 격퇴하고 신자르 산맥에서 ISIL을 물리쳤다.

## 신앙
그 신은 세계를 창조했으며, 세계를 보통 천사, 또는 heft sirr로 알려진 일곱 성스러운 존재의 손에 위임했다고 믿는다. 그 천사들의 수장은 '공작새 천사'인 "멜렉 타우스(Melek Taûs)"이다.
야지디교의 경전은 Kitêba Cilwe(야지디 계시록)과 Mishefa Reş(야지디 흑서)이다.

## 위계
야지디 사회는 위계적이다. 세속의 지도자는 세습적인 에미르(또는 prince), 종교 지도자는 대(大) 셰이크(chief sheikh)이다. 야지디교도들은 엄격하게 야지디교도들과의 결혼만 허용되며 세 계층(murid, sheikh, pir)들은 그들 사이에서만 결혼한다. 2015년 현재 전세계 야지디교도의 에미르는 타흐신 사이드(Tahseen Said) 공이며, 야지디교도의 종교 지도자인 바바 셰이크(Baba Sheikh)는 쿠르토 하지 이스마일(Khurto Hajji Ismail)이다.

## 종교적 예식

### 기도

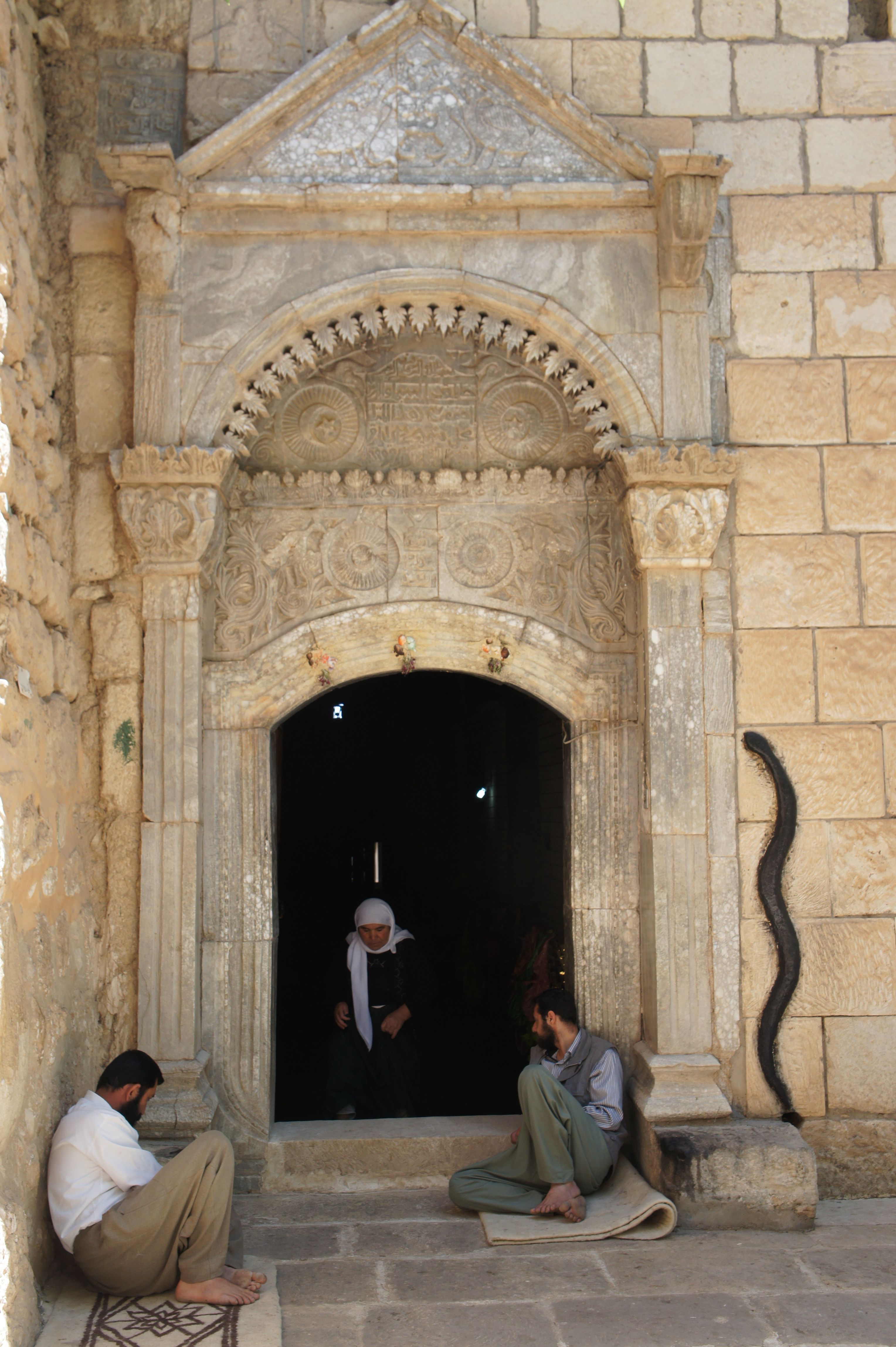
랄리쉬의 사원 입구

야지디교도들은 하루에 5번 기도한다.
Nivêja berîspêdê (새벽 기도), Nivêja rojhilatinê (일출 기도), Nivêja nîvro (정오 기도), Nivêja êvarî (오후 기도), Nivêja rojavabûnê (일몰 기도)이다. 그러나, 대부분의 야지디교도들은 하루에 두 번, 일출과 일몰 기도만 드린다.

 기도하는 사람들은 그들의 얼굴을 태양을 향하게 한다. 단, 정오 기도 때만은 얼굴이 성지(聖地) 랄리시(Lalish)를 향한다. 일상적인 기도는 이방인들 앞에서는 하지 않는다. 수요일이 성스러운 날이지만, 토요일이 휴일이다.

### 성지순례

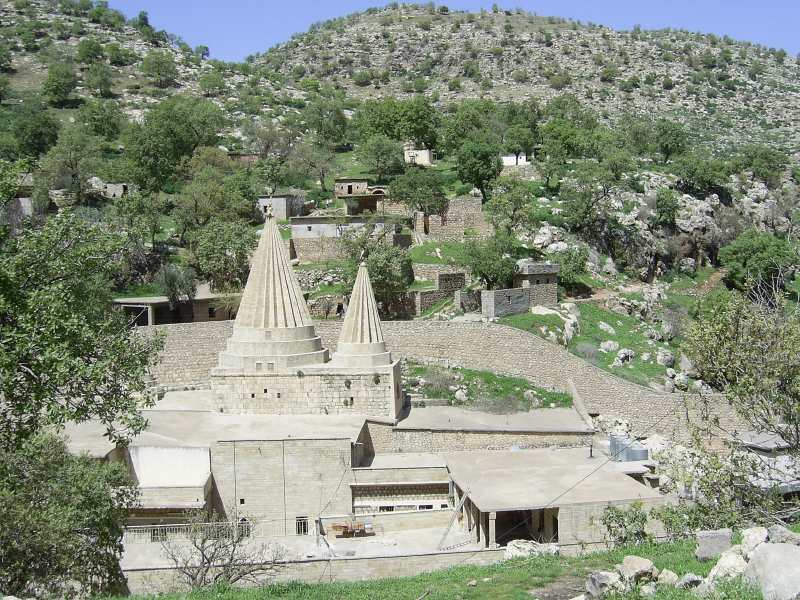
랄리쉬에 있는 셰이크 아디 이븐 무사피르(Sheikh Adi ibn Musafir) 영묘(靈廟: 일명 Şêx Adî)

가장 중요한 의식은 매년 일주일간, 모술 북쪽의 랄리쉬에 있는 셰이크 아디 이븐 무사피르의 영묘를 순례하는 것이다.